# Campionati del mondo di ciclismo su strada 2019
I Campionati del mondo di ciclismo su strada 2019 (en.: UCI Road World Championships) si svolsero dal 22 al 29 settembre 2019 nello Yorkshire (Regno Unito). Fu la prima edizione di un campionato del mondo a prevedere una prova mista, la staffetta a squadre che aprì la settimana iridata, seconda occasione in cui si poté assistere ad una prova del genere dopo il campionato europeo 2019, vinto anche in quell'occasione dalla nazionale dei Paesi Bassi.

## Calendario
| Data                      | Ora                       | Località                  | Prova                     | Distanza                  |
| Staffetta mista a squadre | Staffetta mista a squadre | Staffetta mista a squadre | Staffetta mista a squadre | Staffetta mista a squadre |
| ------------------------- | ------------------------- | ------------------------- | ------------------------- | ------------------------- |
| 22 settembre              | 13:10                     | Harrogate - Harrogate     | Mista                     | 27.6 km                   |
| Cronometro individuali    |                           |                           |                           |                           |
| 23 settembre              | 10:20                     | Harrogate - Harrogate     | Junior femminile          | 13.7 km                   |
| 23 settembre              | 13:10                     | Harrogate - Harrogate     | Junior maschile           | 27.6 km                   |
| 24 settembre              | 10:20                     | Harrogate - Harrogate     | U23 maschile              | 30.3 km                   |
| 24 settembre              | 15:30                     | Harrogate - Harrogate     | Femminile élite           | 30.3 km                   |
| 25 settembre              | 13:10                     | Harrogate - Harrogate     | Maschile élite            | 54 km                     |
| Corsa in linea            |                           |                           |                           |                           |
| 26 settembre              | 13:10                     | Richmond - Harrogate      | Junior maschile           | 148.1 km                  |
| 27 settembre              | 08:30                     | Doncaster - Harrogate     | Junior femminile          | 86 km                     |
| 27 settembre              | 13:40                     | Doncaster - Harrogate     | U23 maschile              | 186.9 km                  |
| 28 settembre              | 11:50                     | Bradford - Harrogate      | Femminile élite           | 149.4 km                  |
| 29 settembre              | 08:30                     | Leeds - Harrogate         | Maschile élite            | 285 km                    |

## Medagliere
| Pos.   | Nazione       | Oro | Argento | Bronzo | Totale |
| ------ | ------------- | --- | ------- | ------ | ------ |
| 1      | Stati Uniti   | 3   | 1       | 2      | 6      |
| 2      | Paesi Bassi   | 2   | 4       | 2      | 8      |
| 3      | Italia        | 2   | 2       | 1      | 5      |
| 4      | Danimarca     | 2   | 0       | 0      | 2      |
| 5      | Australia     | 1   | 0       | 1      | 2      |
| 6      | Russia        | 1   | 0       | 0      | 1      |
| 7      | Belgio        | 0   | 2       | 0      | 2      |
| 8      | Germania      | 0   | 1       | 1      | 2      |
| 8      | Svizzera      | 0   | 1       | 1      | 2      |
| 10     | Gran Bretagna | 0   | 0       | 3      | 3      |
| Totale | Totale        | 11  | 11      | 11     | 33     |

## Sommario degli eventi
| Eventi                       | Oro                                                                                            | Tempo                      | Argento                                                                                 | Tempo   | Bronzo                                                                                                | Tempo   |
| Uomini Elite                 |                                                                                                |                            |                                                                                         |         | |         |
| Gara in linea dettagli       | Mads Pedersen Danimarca                                                                        | 6h27'28" Media 40,54 km/h  | Matteo Trentin Italia                                                                   | s.t.    | Stefan Küng Svizzera                                                                                  | a 2"    |
| Cronometro dettagli          | Rohan Dennis Australia                                                                         | 1h05'05" Media 49,782 km/h | Remco Evenepoel Belgio                                                                  | a 1'09" | Filippo Ganna Italia                                                                                  | a 1'55" |
| Uomini Under-23              |                                                                                                |                            |                                                                                         |         | |         |
| Gara in linea dettagli       | Samuele Battistella Italia                                                                     | 3h53'52" Media 44,38 km/h  | Stefan Bissegger Svizzera                                                               | s.t.    | Thomas Pidcock Gran Bretagna                                                                          | s.t.    |
| Cronometro dettagli          | Mikkel Bjerg Danimarca                                                                         | 40'20" Media 45,074 km/h   | Ian Garrison Stati Uniti                                                                | a 27"   | Brandon McNulty Stati Uniti                                                                           | a 28"   |
| Uomini Junior                |                                                                                                |                            |                                                                                         |         | |         |
| Gara in linea dettagli       | Quinn Simmons Stati Uniti                                                                      | 3h38'04" Media 40,709 km/h | Alessio Martinelli Italia                                                               | a 56"   | Magnus Sheffield Stati Uniti                                                                          | a 1'33" |
| Cronometro dettagli          | Antonio Tiberi Italia                                                                          | 38'28" Media 43,050 km/h   | Enzo Leijnse Paesi Bassi                                                                | a 8"    | Marco Brenner Germania                                                                                | a 13"   |
| Donne Elite                  |                                                                                                |                            |                                                                                         |         | |         |
| Gara in linea dettagli       | Annemiek van Vleuten Paesi Bassi                                                               | 4h06'05" Media 36,43 km/h  | Anna van der Breggen Paesi Bassi                                                        | a 2'15" | Amanda Spratt Australia                                                                               | a 2'28" |
| Cronometro dettagli          | Chloé Dygert Stati Uniti                                                                       | 42'11" Media 43,098 km/h   | Anna van der Breggen Paesi Bassi                                                        | a 1'32" | Annemiek van Vleuten Paesi Bassi                                                                      | a 1'53" |
| Donne Junior                 |                                                                                                |                            |                                                                                         |         | |         |
| Gara in linea dettagli       | Megan Jastrab Stati Uniti                                                                      | 2h08'00" Media 40,310 km/h | Julie de Wilde Belgio                                                                   | s.t.    | Lieke Nooijen Paesi Bassi                                                                             | s.t.    |
| Cronometro dettagli          | Aigul Gareeva Russia                                                                           | 22'16" Media 36,916 km/h   | Shirin van Anrooij Paesi Bassi                                                          | a 4"    | Elynor Bäckstedt Gran Bretagna                                                                        | a 11"   |
| Mista Elite                  |                                                                                                |                            |                                                                                         |         | |         |
| Staffetta a squadre dettagli | Paesi Bassi Bauke Mollema Amy Pieters Jos van Emden Lucinda Brand Koen Bouwman Riejanne Markus | 52'49"                     | Germania Tony Martin Nils Politt Jasha Sütterlin Mieke Kröger Lisa Brennauer Lisa Klein | a 23"   | Gran Bretagna Daniel Bigham Harry Tanfield John Archibald Joscelin Lowden Lauren Dolan Anna Henderson | a 51"   |